# どうぶつ天国
『どうぶつ天国』（どうぶつてんごく）は、1976年1月7日から同年3月31日までNET系列局（一部を除く）で放送されていたNETテレビ（現・テレビ朝日）製作の動物ドキュメンタリー番組である。その後も1977年1月12日から同年3月30日まで『新どうぶつ天国』（しんどうぶつてんごく）と題して放送されていた。放送時間は毎週水曜 19:00 - 19:30 （日本標準時）。

## 概要

### どうぶつ天国
NETテレビは、1963年から中断を置きながら毎日放送製作の動物ドキュメンタリー番組『野生の王国』を放送してきたが、1975年4月のいわゆる腸捻転の解消によって同番組がTBS系列でのネットとなり、NET系列から動物ドキュメンタリー番組が無くなった。そこでNETテレビは自社製作の動物ドキュメンタリー番組を製作・放送しようと計画し、折しも1975年12月にアニメ『宇宙の騎士テッカマン』が打ち切られたため、本番組を1976年春の改編までのつなぎ番組として放送することとなった。
番組は、世界の珍しい生物（主に哺乳類や爬虫類）の生活をドキュメンタリーフィルムを使って紹介していた。この当時は中村メイコがナレーターを務めていた。ドキュメンタリー番組で女性がナレーションを担当するのは珍しかった。

### 新どうぶつ天国
番組の終了から半年後、水曜19:00枠の放送番組製作権はローカルセールスのままNETテレビに戻るも、同局はあえて新番組を置かず、アニメ『もーれつア太郎』（第1作）を再放送。それが終了すると、本番組をつなぎ番組として復活させた。
ナレーターは『どうぶつ天国』時代の中村メイコに替わり、同じくNETテレビ製作のパンポロリンシリーズに出演していた山田美也子が務めていた。